# Стекольный (Тюменская область)
Стекольный — упразднённый посёлок в Заводоуковском районе Тюменской области России. На момент упразднения входил в состав Шестаковского сельсовета. Исключен из учётных данных в 1996 году, в связи с выбытием жителей и прекращением существования.

## География
Располагался в междуречье Уварыша и Бочанки (бассейн Тобола), у бывшего Поста 37 км (уч. Стеклобаза) на ныне разобранной ведомственной железнодорожной ветке Заводоуковск — Нижний Тап (Таповская железная дорога поселок), на расстоянии примерно 8 километров (по прямой) к северо-западу от села Шестаково.

## История
По всей видимости возник не ранее 1930-х годов как посёлок железнодорожников станции обслуживавшей стекольный завод «Коммунар» (позже Ялуторовский стекольный завод) в посёлке Заводопетровский.

## Население
| 1989 |
| ---- |
| 3    |